# 조던 로시터
조던 버나드 로시터(영어: Jordan Bernard Rossiter, 1997년 3월 27일 ~ )는 잉글랜드의 축구 선수이다. 로시터는 현재 플리트우드 타운에서 미드필더로 뛰고있다.

## 선수 경력

### 클럽
리버풀 FC 유소년 팀에서 뛰던 로시터는 어린나이에도 불구하고 유소년 팀에서 빼어난 활약을 보이자 리버풀 FC과 자신의 생일인 2014년 3월 25일 프로 계약을 맺고, 성인 팀에서 뛰게 되었다. 로시터는 성인 계약을 맺기 전 2013년 12월 30일 첼시 FC와의 잉글랜드 프리미어리그 경기에서 교체 명단에 포함되었지만 유스 동료인 브래드 스미스만 데뷔하였고 자신은 데뷔를 하지못하였다.

#### 2014-15 시즌
로시터는 미들즈브러와 캐피탈 원 컵3라운드 경기에서 선발 출전하며 성인팀 데뷔전을 치렀다. 로시터는 전반 10분 골을 넣으며 마이클 오언에 이어 리버풀에서 2번째 최연소 득점자가 되었다.

## 경기 기록

### 클럽
2014년 5월 11일 경기 기준 통계
| 클럽      | 시즌                 | 리그 | 리그 | FA 컵 | FA 컵 | 리그 컵 | 리그 컵 | UEFA(유럽) | UEFA(유럽) | 기타 | 기타 | 합계 | 합계 |
| 클럽      | 시즌                 | 출장 | 득점 | 출장  | 득점  | 출장    | 득점    | 출장       | 득점       | 출장 | 득점 | 출장 | 득점 |
| --------- | -------------------- | ---- | ---- | ----- | ----- | ------- | ------- | ---------- | ---------- | ---- | ---- | ---- | ---- |
| 리버풀 FC | 프리미어리그 2014-15 | 0    | 0    | 0     | 0     | 1       | 1       | 0          | 0          | -    | -    | 0    | 0    |

## 수상 경력

### 클럽
리버풀 FC

### 개인
- 리버풀 아카데미 올해의 선수상 (1): 2013-14

## 같이 보기
- 리버풀 FC